# Стукошин, Фёдор Михайлович
Фёдор Миха́йлович Стуко́шин (1914—1974) — русский советский художник-живописец, педагог, член СОРАБИС, член Союза художников СССР, один из основоположников профессионального киргизского изобразительного искусства. Участник Великой Отечественной войны, ветеран-панфиловец.

## Биография
Фёдор Миха́йлович Стуко́шин родился 18 февраля 1914 года в селе Разрытое Смоленской губернии Российской Империи (ныне — деревня Корсики Смоленской области), в семье крестьянина, мастера кузнечного дела. С самого детства, наперекор родительской воле, он стремился стать художником. Учился в сельской школе и отличался особым талантом к рисованию.
В 1923 году семья переехала в город Омск.
В 1936 году Стукошин окончил с отличием Омский художественно-педагогический техникум им. М. А. Врубеля, который имеет свою краткую и интересную историю (просуществовал с 1930 по 1941 годы). Учился в мастерской станковой живописи под руководством В.П. Трофимова, С.Я. Фельдмана. Дипломную работу Стукошина высоко оценил один из главных представителей реалистического направления в советской живописи 1930-х годов И.И. Бродский. В стенах Омского художественного техникума он приобщился к традициям реализма, восходящим к эстетической программе наиболее демократического крыла учрежденного в 1903 году выставочного объединения «Союз русских художников». Он возник по инициативе московских живописцев, прежде бывших участниками выставок «Мир искусства», но стремящихся к расширению содержательных и стилистических поисков «мирискусников». Участниками первых выставок «Союза» были М.А. Врубель, В.Э. Борисов-Мусатов, В.А. Серов. Сюда же примкнули некоторые крупные мастера распавшегося «Мира искусства». Многие из основоположников «Союза» были одновременно и передвижниками, ратовавшими за воплощение в искусстве актуальной социальной проблематики. Творческое направление «Союза» определяли выходцы из Московского училища живописи, ваяния и зодчества. Здесь формировался русский вариант живописного импрессионизма, в котором свежесть и непосредственность восприятия натуры сочеталась с поэтизацией русской природы. Творчества Поленова, Касаткина, Архипова, Грабаря, Коровина, Туржанского, Крымова, и целого ряда других мастеров, связанных с Московским училищем и «Союзом русских художников», во многом определили художественную ориентацию и идейно-эстетическую программу той школы, где прошел профессиональную закалку природный дар Ф.М.Стукошина.
После окончания техникума работал художником в Омском театре, занимался оформлением спектаклей, создавал эскизы костюмов и декораций к драматическим постановкам.
В 1938 году был призван Омским городским военкоматом для прохождения службы в рядах Красной армии.
В 1940 году переехал в город Фрунзе, куда впоследствии перебралась вся его семья.
В 1941 году с началом Великой Отечественной войны был мобилизован Фрунзенским городским военкоматом, воевал в составе артиллерийского полка 316-й стрелковой дивизии (впоследствии 8-я гвардейская) под командованием генерал-майора И. В. Панфилова. Участвовал в обороне Москвы. В августе 1944 года под Ригой был тяжело ранен, находился в госпитале до февраля 1945 года. За боевые заслуги был награждён орденом Красной Звезды и медалями. C 1943 года — член КПСС.
После демобилизации в 1945 году вернулся во Фрунзе. В эти годы художник создал первые известные полотна: «Встреча победителя» (1945), Портрет героя Советского Союза М. Д. Сиянина (1948), «Сказитель» (1948), «На току» (1949), «Путейцы» (1950) и другие работы, которые вошли в золотой фонд изобразительного искусства Киргизской ССР. Работы художника экспонировались в Москве (1946, 1949, 1958, 1966). С 1945 года постоянный участник областных, республиканских, всесоюзных выставок. Принимал участие в декаде киргизского искусства в Москве (1958). С 1960 года проходили персональные выставки.
С 1949 года — член Союза художников СССР. С 1952 года и до конца жизни преподавал живопись во Фрунзенском художественном училище им.Образцова (ныне — Кыргызское государственное художественное училище им. С. А. Чуйкова). Фрунзенское художественное училище входило в десятку лучших художественных образовательных учреждений СССР. Внёс большой вклад в развитие и становление профессионального изобразительного искусства Киргизии, воспитал целую плеяду живописцев.
Скончался 3 февраля 1974 года во Фрунзе, Киргизская ССР; похоронен на Северном кладбище Фрунзе.
Художник Ф. М. Стукошин оставил творческое наследие во всех жанрах живописи, общий реестр его работ насчитывает более трёх с половиной тысяч произведений, 61 из которых находится в собрании и постоянной экспозиции Кыргызского национального музея изобразительных искусств им. Г. Айтиева. Многие работы хранятся в Омском областном музее изобразительных искусств им. М. А. Врубеля, а также находятся в музеях, галереях и частных собраниях многих стран мира.
В 2020 году наследниками художника был основан фонд, целью которого является сохранение и развитие культурного наследия Стукошина Фёдора Михайловича.

## Награды и премии
- Медаль «За оборону Москвы»
- Медаль «За боевые заслуги»
- Медаль «За победу над Германией в Великой Отечественной войне 1941—1945 гг.»
- Медаль «За трудовое отличие» (1 ноября 1958)
- Орден Красной Звезды
- Почётный знак Советского комитета ветеранов войны.
- Почётная грамота ЦК ЛКСМ Киргизии.
- Почётная грамота Киргизского Военкомата.
- Почётная грамота Верховного Совета Киргизской ССР — за заслуги в развитии изобразительного искусства республики.

## Основные произведения
Из фондов Кыргызского национального музея изобразительных искусств им. Г. Айтиева:
- «На току». 1949 г.
- «Портрет героя Советского Союза Сиянина М. Д.» 1948 г.
- «Путейцы». 1950 г.
- «Портрет профессора Юдахина». 1950 г.
- «Город строится». 1967 г.
- «Портрет шахтера Исраилова». 1954 г.

## Ученики
- Асранкулов, Аман Борубаевич (1939—1998) — Народный художник Кыргызской Республики
- Акынбеков, Мэлс Токтосунович (1942—1993)
- Бейшенов, Асакен (род. 1941) — Народный художник Кыргызской Республики
- Беков, Кадыр Жалилович (род. 1956)
- Бабаджанов, Сабиджан Камалович (род. 1941) — Заслуженный деятель культуры Кыргызской Республики
- Буторин, Владимир Георгиевич (1937—2008) — Заслуженный деятель культуры Кыргызской Республики
- Белкин, Георгий Иванович (1945—2016) — Народный художник Кыргызской Республики, заслуженный деятель культуры Кыргызской Республики
- Герцен, Теодор Теодорович (1935—2003) — Народный художник Киргизской ССР
- Джумабаев, Джамбул (1946—2005) — Заслуженный деятель культуры Кыргызской Республики
- Коротков, Николай Николаевич (род. 1956)
- Конгурбаев, Нурдамир (1940—2021) — Народный художник Кыргызской Республики
- Осмонов, Абдырай Осмонович (род. 1939) — Народный художник Кыргызской Республики
- Торобеков, Сапар (род. 1942) — Народный художник Кыргызской Республики
- Чокморов, Суйменкул (1939—1992) — Народный артист СССР

и другие.

## Участие в выставках
- 1945 — XIII Республиканская выставка «Салон 1945 г.». Фрунзе.
- 1946 — Отчетная выставка летних работ художников Киргизии. Фрунзе.
- 1946 — Всесоюзная художественная выставка. Государственная Третьяковская галерея. Москва.
- 1947 — XV Республиканская выставка «XXX лет Советского государства». Фрунзе.
- 1948 — Республиканская художественная выставка «XXX лет ВЛКСМ». Фрунзе.
- 1949 — Выставка произведений художников Узбекской, Казахской, Киргизской и Туркменской ССР. Москва.
- 1950 — XVI Республиканская художественная выставка. Фрунзе.
- 1950 — XVII Республиканская выставка произведений художников Киргизии, посвященная 25-летию Киргизской ССР. Фрунзе.
- 1951 — XVIII Республиканская выставка произведений художников Киргизии. Фрунзе.
- 1952 — XIX Республиканская художественная выставка. Фрунзе.
- 1953 — Выставка произведений художников средней Азии. Ташкент.
- 1954 — XX Республиканская художественная выставка. Фрунзе.
- 1955 — Выставка произведений художников Узбекской, Казахской, Киргизской и Таджикской ССР. Душанбе.
- 1956 — Выставка произведений художников средней Азии и Казахстана. Ташкент.
- 1956 — XXI Республиканская художественная выставка. Фрунзе.
- 1957 — XXII Республиканская художественная выставка, посвященная 40-летию Советского государства. Фрунзе.
- 1958 — Автономные республики, края и области: Передвижная выставка искусства Киргизской ССР.
- 1958 — Выставка произведений художников средней Азии и Казахстана. Москва.
- 1958 — Выставка изобразительного искусства Киргизской ССР. Фрунзе.
- 1958 — Декада Киргизского искусства и литературы. Москва.
- 1958 — Художественная выставка «40 лет Советских вооруженных сил». Москва.
- 1958 — Выставка, посвященная 25-летию со дня смерти Токтогула. Фрунзе.
- 1959 — Выставка Советского портрета. Фрунзе.
- 1960 — XXIII Республиканская художественная выставка. Фрунзе.
- 1961 — Персональная, отчетная выставка произведений Ф. М. Стукошина. Фрунзе.
- 1963 — Республиканская художественная выставка, посвященная 100-летию вхождения Киргизии в состав России. Фрунзе.
- 1964 — Персональная выставка посвященная 50-летию со дня рождения и 25-летию творческой деятельности Ф. М. Стукошина. Джалал-Абад, Ош.
- 1964 — Выставка произведений художников Киргизии. Фрунзе.
- 1965 — Республиканская художественная выставка в честь 40-летия ВЛКСМ Киргизии. Фрунзе.
- 1966 — XXVII Республиканская художественная выставка. Фрунзе.
- 1966 — Произведения художников Киргизии. Государственная Третьяковская галерея. Москва.
- 1970 — Республиканская художественная выставка, посвященная 100-летию со дня рождения В. И. Ленина. Фрунзе.
- 1971 — Республиканская художественная выставка «ЗЕМЛЯ И ЛЮДИ», посвященная XXIV съезду КПСС. Фрунзе.
- 1972 — Республиканская выставка произведений художников средней Азии, посвященная 50-летию образования СССР. Москва.
- 1974 — Республиканская художественная выставка, посвященная 50-летию образования Киргизской ССР. Фрунзе.
- 1974 — Выставка «Изобразительное искусство Киргизской ССР» в павильоне «Советская культура» ВДНХ СССР. Москва.
- 1975 — Персональная посмертная выставка произведений Ф. М. Стукошина. КНМИИ им. Г. Айтиева. Фрунзе.
- 1976 — Персональная выставка произведений Ф. М. Стукошина. КНМИИ им. Г. Айтиева. Фрунзе.
- 1987 — Персональная выставка в память о художнике Ф. М. Стукошине. КНМИИ им. Г. Айтиева. Фрунзе.
- 1990 — Персональная выставка посвященная 75-летию со дня рождения Ф. М. Стукошина. КНМИИ им. Г. Айтиева. Фрунзе.
- 2004 — Юбилейная выставка к 90-летию Ф. М. Стукошина. Государственный музей им. С. Чуйкова. Бишкек.
- 2006 — Выставка «Чуйков и его эпоха». КНМИИ им. Г. Айтиева. Бишкек.
- 2015 — Юбилейная выставка живописи посвященная 100-летию со дня рождения Ф. М. Стукошина. КНМИИ им. Г. Айтиева. Бишкек.
- 2021 — Выставка «Мирные пейзажи и портреты» посвященная 107-й годовщине со дня рождения Ф. М. Стукошина. Российский центр науки и культуры. Бишкек.